# جبیرپور
جبیرپور (به انگلیسی: Jabairpur) یک منطقهٔ مسکونی در پاکستان است که در پنجاب واقع شده‌است. جبیرپور ۵۰۸ متر بالاتر از سطح دریا واقع شده‌است.